# Опелуса
Опелуса (на английски: Opelousa) е малко северноамериканско племе, което в началото на европейския контакт живее в околностите на днешния град Опелусас, Луизиана. Вероятно опелуса са идентични с „онкоалуза“ споменати от французите като съюзници на племето читимача в началото на колониалния период. Под името опелуса се появяват чак през 1726 година, когато живеят на запад от река Мисисипи, над Пойнт Купи и наброяват 130 мъже. След това се местят при племената атакапа. Не е известно със сигурност какъв език са говорели. Племето изчезва от началото на деветнадесети век.